# Góra (Staszów)
Pour les articles homonymes, voir Góra (homonymie).
Góra est une localité polonaise de la gmina de Łubnice, située dans le powiat de Staszów en voïvodie de Sainte-Croix.